# 円頓戒
円頓戒（えんどんかい）は、最澄が唱えた、天台宗やその流れを汲む鎌倉仏教の各宗派（浄土真宗など一部を除く）で授けられる戒であり、完全にして自在な修行者のたもつ戒のこと。
具体的には、『梵網経』が説く大乗菩薩戒で、十重禁戒と四十八軽戒を指し、日本の天台宗が主張した大乗戒を、やがてこの用語で呼ぶようになったものである。円頓とは、円満頓速の意で、全ての物事をまどかに欠ける所なく具え、たちどころに悟りに至らせるのをいい、究極とすることから称された。
留学中の最澄が道邃より授けられ、当時唐において僧侶は比丘の受けるべき『具足戒』と菩薩戒の兼学が基本で、密教の場合にはこの上さらに三昧耶戒を授かる必要があったが、最澄は帰国後具足戒と三昧耶戒を排し、菩薩戒のみによる僧侶の養成を図った。最澄は円戒という語を用い、円頓戒とは呼んでいないが内容的には最澄の創意であり、弘仁13年（822年）最澄没後、この戒を授受する大乗戒壇が比叡山延暦寺に創設されて以降、日本天台宗が旧来の仏教宗派（南都六宗）から自立したとされる。その後円仁の『顕揚大戒論』、安然の『普通授菩薩戒広釈』等により円頓戒は大成する。
中世比叡山の律僧たちは、神祇信仰（神道）を戒律思想に大きく取り込んでいるが、これは善人に恵みを、悪人に罰を与えるという神祇の賞罰機能を、悪を遮り善を持するという戒律の機能そのものと考えたためである。恵尋は、荒々しいシャーマニックな十禅師神に円頓戒の本質（戒体）を見出しており、中世の比叡山の戒学書には神霊憑依（神がかり）の信仰の現場が垣間見られる。